# Medalistki mistrzostw Polski seniorów w biegu na 400 metrów
Medalistki mistrzostw Polski seniorów w biegu na 400 metrów – zdobywczynie medali seniorskich mistrzostw Polski w konkurencji biegu na 400 metrów.
Bieg na 400 m kobiet jest rozgrywany na mistrzostwach kraju od ich mistrzostw w 1952, które odbyły się we Wrocławiu. Wcześniej, w latach 1949-1951 zawodniczki rywalizowały na dystansie 500 metrów. Pierwszą w historii mistrzynią Polski została zawodniczka Stali Katowice Michalina Piwowar, która uzyskała wynik 1:00,0.
Najwięcej medali mistrzostw Polski (jedenaście) zdobyła Justyna Święty-Ersetic, a najwięcej złotych (pięć) Genowefa Błaszak, Elżbieta Kilińska i Grażyna Prokopek-Janáček.
Aktualny rekord mistrzostw Polski seniorów w biegu na 400 metrów wynosi 50,72 i został ustanowiony przez Natalię Kaczmarek podczas mistrzostw w 2021 w Poznaniu.

## Medalistki
| NR – rekord kraju \| PB – rekord życiowy \| SB – najlepszy wynik w sezonie \| NL – najlepszy wynik w polskich tabelach w sezonie |

| Mistrzostwa              | 1. miejsce                                   | Rezultat | 2. miejsce                                     | Rezultat | 3. miejsce                                    | Rezultat |
| 1922-1951                | nie rozgrywano                               |          |                                                |          |                                               |          |
| Wrocław 1952             | Michalina Piwowar Stal Katowice              | 1:00,0   | Bożena Pestka Spójnia Gdańsk                   | 1:00,2   | Konstancja Żakowska CWKS Warszawa             | 1:00,6   |
| Warszawa 1953            | Michalina Wawrzynek Stal Katowice            | 1:01,2   | Bożena Pestka Spójnia Gdańsk                   | 1:01,3   | Halina Grodecka Ogniwo Kraków                 | 1:01,4   |
| Warszawa 1954            | Michalina Wawrzynek Stal Katowice            | 58,5     | Halina Grodecka Gwardia Kraków                 | 58,6     | Bożena Pestka Spójnia Gdańsk                  | 59,0     |
| Łódź 1955                | Joanna Nowak CWKS Warszawa                   | 59,3     | Halina Gabor Włókniarz Otmęt                   | 59,5     | Zofia Walkiewicz Kolejarz Poznań              | 59,7     |
| Zabrze 1956              | Beata Żbikowska CWKS Bydgoszcz               | 57,6     | Michalina Wawrzynek Stal Katowice              | 57,8     | Bożena Pestka Sparta Gdańsk                   | 58,6     |
| Poznań 1957              | Beata Żbikowska Zawisza Bydgoszcz            | 57,8     | Michalina Wawrzynek Baildon Katowice           | 57,9     | Karolina Łukaszczyk Bielawianka Bielawa       | 59,4     |
| Bydgoszcz 1958           | Beata Żbikowska Budowlani Bydgoszcz          | 58,3     | Karolina Łukaszczyk Bielawianka Bielawa        | 59,0     | Maria Bienia Górnik Zabrze                    | 59,5     |
| Gdańsk 1959              | Karolina Łukaszczyk Zawisza Bydgoszcz        | 57,4     | Zofia Walasek Start Katowice                   | 58,1     | Beata Żbikowska Budowlani Bydgoszcz           | 58,5     |
| Olsztyn 1960             | Janina Hase Lechia Gdańsk                    | 56,5     | Stefania Jankowska Baildon Katowice            | 57,2     | Maria Bienia Górnik Zabrze                    | 57,5     |
| Nowa Huta 1961           | Karolina Łukaszczyk Zawisza Bydgoszcz        | 57,5     | Janina Hase Lechia Gdańsk                      | 58,2     | Zofia Walasek Start Katowice                  | 58,9     |
| Warszawa 1962            | Janina Hase Lechia Gdańsk                    | 56,2     | Stefania Cybulko Baildon Katowice              | 56,8     | Karolina Łukaszczyk Zawisza Bydgoszcz         | 57,2     |
| Bydgoszcz 1963           | Janina Hase Lechia Gdańsk                    | 57,5     | Stefania Cybulko Stal Rzeszów                  | 57,8     | Wanda Chmielowska Błękitni Nowa Sól           | 59,1     |
| Warszawa 1964            | Celina Gerwin Legia Warszawa                 | 56,3     | Wanda Witter AZS Poznań                        | 57,8     | Małgorzata Grunwald Polonia Warszawa          | 58,6     |
| Szczecin 1965            | Celina Gerwin Legia Warszawa                 | 56,5     | Czesława Dominiak ŁKS Łódź                     | 57,2     | Krystyna Modrzewska Skra Warszawa             | 57,5     |
| Poznań 1966              | Celina Gerwin Legia Warszawa                 | 55,6     | Grażyna Chodorek AZS Warszawa                  | 56,0     | Teresa Jędrak Jagiellonia Białystok           | 56,7     |
| Chorzów 1967             | Czesława Nowak ŁKS Łódź                      | 55,1     | Danuta Sobieska Gwardia Olsztyn                | 56,4     | Janina Piórko Lechia Gdańsk                   | 56,5     |
| Zielona Góra 1968        | Czesława Nowak ŁKS Łódź                      | 54,8     | Zdzisława Robaszewska ŁKS Łódź                 | 55,7     | Jadwiga Anyszkiewicz Piast Gliwice            | 56,0     |
| Kraków 1969              | Elżbieta Skowrońska Spójnia Warszawa         | 55,0     | Krystyna Hryniewicka Skra Warszawa             | 55,2     | Danuta Piecyk Pomorze Stargard                | 55,8     |
| Warszawa 1970            | Czesława Nowak ŁKS Łódź                      | 54,8     | Krystyna Hryniewicka Skra Warszawa             | 54,9     | Elżbieta Skowrońska Spójnia Warszawa          | 54,9     |
| Warszawa 1971            | Krystyna Hryniewicka Skra Warszawa           | 53,4 NR  | Bożena Zientarska Stadion Zielona Góra         | 53,9     | Hanna Kowal MKS-AZS Warszawa                  | 54,2     |
| Warszawa 1972            | Elżbieta Skowrońska Spójnia Warszawa         | 52,6     | Danuta Piecyk Gwardia Olsztyn                  | 52,6     | Bożena Zientarska Stadion Zielona Góra        | 53,7     |
| Warszawa 1973            | Krystyna Kacperczyk Skra Warszawa            | 52,9     | Danuta Piecyk Gwardia Olsztyn                  | 52,9     | Elżbieta Katolik Wisła Kraków                 | 53,2     |
| Warszawa 1974            | Krystyna Kacperczyk Skra Warszawa            | 52,8     | Danuta Piecyk Gwardia Olsztyn                  | 53,3     | Danuta Lejman MKS-AZS Warszawa                | 54,4     |
| Bydgoszcz 1975           | Danuta Piecyk Gwardia Olsztyn                | 54,0     | Zofia Zwolińska Gwardia Warszawa               | 54,5     | Genowefa Nowaczyk Orkan Poznań                | 56,2     |
| Bydgoszcz 1976           | Genowefa Nowaczyk Orkan Poznań               | 53,36    | Barbara Kwietniewska AZS Kielce                | 53,80    | Zofia Zwolińska Gwardia Warszawa              | 54,54    |
| Bydgoszcz 1977           | Krystyna Kacperczyk Skra Warszawa            | 52,63    | Elżbieta Katolik Wisła Kraków                  | 53,48    | Danuta Jędrejek Start Lublin                  | 53,78    |
| Warszawa 1978            | Irena Szewińska Polonia Warszawa             | 51,40    | Krystyna Kacperczyk Skra Warszawa              | 52,66    | Genowefa Błaszak Orkan Poznań                 | 53,47    |
| Poznań 1979              | Grażyna Oliszewska Lubtour Zielona Góra      | 53,12    | Barbara Kwietniewska Lechia Kielce             | 53,36    | Elżbieta Kapusta Lechia Kielce                | 54,25    |
| Łódź 1980                | Małgorzata Dunecka Start Lublin              | 53,18    | Grażyna Oliszewska Lubtour Zielona Góra        | 54,01    | Elżbieta Katolik Wisła Kraków                 | 54,34    |
| Zabrze 1981              | Grażyna Oliszewska Lubtour Zielona Góra      | 52,59    | Jolanta Januchta Gwardia Warszawa              | 52,91    | Elżbieta Kapusta Łysogóry Kielce              | 53,88    |
| Lublin 1982              | Genowefa Błaszak Orkan Poznań                | 52,82    | Grażyna Oliszewska Lubtour Zielona Góra        | 52,91    | Elżbieta Kapusta Budowlani Kielce             | 53,55    |
| Bydgoszcz 1983           | Elżbieta Kapusta Budowlani Kielce            | 53,11    | Ewa Piasek Skra Warszawa                       | 53,47    | Małgorzata Dunecka Start Lublin               | 53,59    |
| Lublin 1984              | Genowefa Błaszak Orkan Poznań                | 51,82    | Małgorzata Dunecka Start Lublin                | 52,18    | Grażyna Baumgarten Lubtour Zielona Góra       | 54,81    |
| Bydgoszcz 1985           | Małgorzata Dunecka Start Lublin              | 52,21    | Ewa Marcinkowska Górnik Zabrze                 | 53,05    | Marzena Wojdecka Start Łódź                   | 53,15    |
| Grudziądz 1986           | Marzena Wojdecka Start Łódź                  | 51,44    | Małgorzata Dunecka Start Lublin                | 52,53    | Elżbieta Kapusta Budowlani Kielce             | 52,58    |
| Poznań 1987              | Genowefa Błaszak Chemik Kędzierzyn           | 52,81    | Elżbieta Kapusta Budowlani Kielce              | 53,22    | Ewa Marcinkowska Górnik Zabrze                | 53,05    |
| Grudziądz 1988           | Genowefa Błaszak Chemik Kędzierzyn           | 52,62    | Elżbieta Kapusta Budowlani Kielce              | 53,64    | Renata Sosin Hutnik Kraków                    | 54,27    |
| Kraków 1989              | Elżbieta Kilińska Chemik Kędzierzyn          | 52,81    | Barbara Grzywocz AZS-AWF Katowice              | 52,88    | Beata Knapczyk Wawel Kraków                   | 53,25    |
| Piła 1990                | Renata Sosin Hutnik Kraków                   | 54,17    | Elżbieta Kilińska Chemik Kędzierzyn            | 54,29    | Barbara Grzywocz AZS-AWF Katowice             | 54,32    |
| Kielce 1991              | Elżbieta Kilińska Chemik Kędzierzyn          | 52,94    | Renata Sosin Hutnik Kraków                     | 54,10    | Marzena Wojdecka Start Łódź                   | 51,67    |
| Warszawa 1992            | Elżbieta Kilińska Chemik Kędzierzyn          | 52,67    | Barbara Grzywocz AZS-AWF Katowice              | 53,30    | Renata Sosin Hutnik Kraków                    | 54,94    |
| Kielce 1993              | Elżbieta Kilińska Chemik Kędzierzyn          | 53,14    | Dorota Piekarska Start Lublin                  | 54,52    | Barbara Grzywocz AZS-AWF Katowice             | 54,65    |
| Piła 1994                | Elżbieta Kilińska Unia Kędzierzyn-Koźle      | 52,86    | Barbara Grzywocz AZS-AWF Katowice              | 53,44    | Sylwia Kwilińska AZS-AWF Warszawa             | 53,85    |
| Warszawa 1995            | Barbara Grzywocz AZS-AWF Katowice            | 53,27    | Sylwia Kwilińska AZS-AWF Warszawa              | 53,73    | Inga Tarnawska Śląsk Wrocław                  | 54,57    |
| Piła 1996                | Sylwia Kwilińska AZS-AWF Warszawa            | 53,86    | Katarzyna Zakrzewska Orzeł Warszawa            | 53,97    | Izabela Czajko Jagiellonia Białystok          | 54,16    |
| Bydgoszcz 1997           | Inga Tarnawska Śląsk Wrocław                 | 53,71    | Katarzyna Zakrzewska Orzeł Warszawa            | 53,77    | Aleksandra Pielużek Skra Warszawa             | 53,86    |
| Wrocław 1998             | Grażyna Prokopek MLKS Ostróda                | 53,37    | Wioletta Wojtasik AZS-AWF Warszawa             | 54,01    | Aleksandra Pielużek Skra Warszawa             | 54,07    |
| Kraków 1999              | Grażyna Prokopek MLKS Ostróda                | 52,86    | Inga Tarnawska Błękitni Osowa Sień             | 53,82    | Aneta Skarba AZS Lublin                       | 53,94    |
| Kraków 2000              | Grażyna Prokopek MLKS Ostróda                | 52,15    | Justyna Karolkiewicz Pogoń Siedlce             | 52,72    | Anna Pacholak Skra Warszawa                   | 52,74    |
| Bydgoszcz 2001           | Grażyna Prokopek Skra Warszawa               | 52,48    | Aneta Lemiesz Warszawianka                     | 52,83    | Luiza Łańcuchowska Skra Warszawa              | 53,31    |
| Szczecin 2002            | Grażyna Prokopek Skra Warszawa               | 52,40    | Zuzanna Radecka AZS-AWF Katowice               | 53,29    | Justyna Karolkiewicz Pogoń Siedlce            | 53,83    |
| Bielsko-Biała 2003       | Monika Bejnar Warszawianka                   | 52,89    | Anna Nentwig AZS Poznań                        | 54,31    | Luiza Łańcuchowska Skra Warszawa              | 54,70    |
| Bydgoszcz 2004           | Monika Bejnar AZS-AWF Warszawa               | 52,13    | Grażyna Prokopek AZS-AWF Gdańsk                | 52,22    | Zuzanna Radecka AZS-AWF Katowice              | 52,26    |
| Biała Podlaska 2005      | Anna Guzowska AZS-AWF Warszawa               | 51,29    | Zuzanna Radecka AZS-AWF Katowice               | 51,58    | Monika Bejnar AZS-AWF Warszawa                | 51,68    |
| Bydgoszcz 2006           | Anna Jesień AZS-AWF Warszawa                 | 51,92    | Grażyna Prokopek AZS-AWF Warszawa              | 52,96    | Jolanta Wójcik AZS-AWF Kraków                 | 53,56    |
| Poznań 2007              | Zuzanna Radecka-Pakaszewska AZS-AWF Katowice | 52,14    | Agnieszka Karpiesiuk AZS-AWFiS Gdańsk          | 52,43    | Grażyna Prokopek AZS-AWF Warszawa             | 52,47    |
| Szczecin 2008            | Monika Bejnar AZS-AWF Warszawa               | 52,12    | Grażyna Prokopek-Janáček AZS-AWF Warszawa      | 52,18    | Jolanta Wójcik Technik Trzcinica              | 52,52    |
| Bydgoszcz 2009           | Agata Bednarek AZS Łódź                      | 53,56    | Izabela Kostruba Agros Zamość                  | 53,56    | Agnieszka Leszczyńska Sporting Międzyzdroje   | 53,69    |
| Bielsko-Biała 2010       | Agata Bednarek AZS Łódź                      | 53,12    | Izabela Kostruba-Rój Agros Zamość              | 53,23    | Aneta Jakóbczak AZS Poznań                    | 53,77    |
| Bydgoszcz 2011           | Agata Bednarek AZS Łódź                      | 53,32    | Iga Baumgart BKS Bydgoszcz                     | 53,70    | Joanna Linkiewicz AZS-AWF Wrocław             | 53,83    |
| Bielsko-Biała 2012       | Agata Bednarek AZS Łódź                      | 52,41 PB | Iga Baumgart BKS Bydgoszcz                     | 52,77 PB | Justyna Święty AZS-AWF Katowice               | 52,81 PB |
| Toruń 2013               | Justyna Święty AZS-AWF Katowice              | 53,06    | Małgorzata Hołub Bałtyk Koszalin               | 53,34    | Iga Baumgart BKS Bydgoszcz                    | 53,67 SB |
| Szczecin 2014            | Małgorzata Hołub Bałtyk Koszalin             | 51,95 PB | Justyna Święty AZS-AWF Katowice                | 52,34    | Patrycja Wyciszkiewicz SL Olimpia Poznań      | 52,45 PB |
| Kraków 2015              | Patrycja Wyciszkiewicz SL Olimpia Poznań     | 51,95    | Iga Baumgart BKS Bydgoszcz                     | 52,13 PB | Justyna Święty AZS-AWF Katowice               | 52,53    |
| Bydgoszcz 2016           | Justyna Święty AZS-AWF Katowice              | 51,66 PB | Małgorzata Hołub Bałtyk Koszalin               | 51,92 SB | Patrycja Wyciszkiewicz OŚ AZS Poznań          | 52,26 SB |
| Białystok 2017           | Iga Baumgart BKS Bydgoszcz                   | 51,71 PB | Małgorzata Hołub Bałtyk Koszalin               | 51,99 SB | Martyna Dąbrowska UKS 19 Bojary Białystok     | 52,37    |
| Lublin 2018              | Małgorzata Hołub-Kowalik Bałtyk Koszalin     | 51,18 PB | Justyna Święty-Ersetic AZS-AWF Katowice        | 51,26    | Iga Baumgart-Witan BKS Bydgoszcz              | 51,73    |
| Radom 2019               | Iga Baumgart-Witan BKS Bydgoszcz             | 51,48    | Anna Kiełbasińska SKLA Sopot                   | 51,51 PB | Justyna Święty-Ersetic AZS-AWF Katowice       | 51,63    |
| Włocławek 2020           | Justyna Święty-Ersetic AZS-AWF Katowice      | 51,44 SB | Iga Baumgart-Witan BKS Bydgoszcz               | 52,14 SB | Małgorzata Hołub-Kowalik AZS UMCS Lublin      | 52,23    |
| Poznań 2021              | Natalia Kaczmarek AZS AWF Wrocław            | 50,72 PB | Justyna Święty-Ersetic AZS-AWF Katowice        | 51,52    | Małgorzata Hołub-Kowalik AZS UMCS Lublin      | 51,77    |
| Suwałki 2022             | Natalia Kaczmarek AZS AWF Wrocław            | 51,25    | Anna Kiełbasińska SKLA Sopot                   | 51,58    | Justyna Święty-Ersetic AZS-AWF Katowice       | 51,70    |
| Gorzów Wielkopolski 2023 | Natalia Kaczmarek KS Podlasie Białystok      | 51,86    | Marika Popowicz-Drapała CWZS Zawisza Bydgoszcz | 52,63    | Patrycja Wyciszkiewicz-Zawadzka OŚ AZS Poznań | 52,84    |
| Bydgoszcz 2024           | Natalia Kaczmarek KS Podlasie Białystok      | 50,77    | Marika Popowicz-Drapała CWZS Zawisza Bydgoszcz | 51,42 PB | Justyna Święty-Ersetic AZS-AWF Katowice       | 52,13    |

## Klasyfikacja medalowa
W historii mistrzostw Polski seniorów na podium tej imprezy stanęło w sumie 77 biegaczek. Najwięcej medali – 11 – wywalczyła Justyna Święty-Ersetic, a najwięcej złotych (5) Genowefa Błaszak, Elżbieta Kilińska i  Grażyna Prokopek-Janáček. W tabeli kolorem wyróżniono zawodniczki, którzy wciąż są czynnymi lekkoatletkami.
Klasyfikacja uwzględnia zestawienie medalowe od początku organizacji mistrzostw, aż do edycji z mistrzostw z 2024 roku włącznie:
| Lp. | Zawodniczka                 | Złoto | Srebro | Brąz | Razem |
| 1.  | Grażyna Prokopek-Janáček    | 5     | 3      | 1    | 9     |
| 2.  | Elżbieta Kilińska           | 5     | 1      | 0    | 6     |
| 3.  | Genowefa Błaszak            | 5     | 0      | 2    | 7     |
| 4.  | Krystyna Kacperczyk         | 4     | 3      | 0    | 7     |
| 5.  | Agata Bednarek              | 4     | 0      | 0    | 4     |
| 5.  | Natalia Kaczmarek           | 4     | 0      | 0    | 4     |
| 7.  | Justyna Święty-Ersetic      | 3     | 3      | 5    | 11    |
| 8.  | Michalina Wawrzynek         | 3     | 2      | 0    | 5     |
| 9.  | Janina Piórko               | 3     | 1      | 1    | 5     |
| 10. | Czesława Nowak              | 3     | 1      | 0    | 4     |
| 11. | Monika Bejnar               | 3     | 0      | 1    | 4     |
| 11. | Beata Żbikowska             | 3     | 0      | 1    | 4     |
| 13. | Celina Gerwin               | 3     | 0      | 0    | 3     |
| 14. | Iga Baumgart-Witan          | 2     | 4      | 2    | 8     |
| 15. | Małgorzata Hołub-Kowalik    | 2     | 3      | 2    | 7     |
| 16. | Małgorzata Dunecka          | 2     | 2      | 1    | 5     |
| 16. | Grażyna Oliszewska          | 2     | 2      | 1    | 5     |
| 18. | Elżbieta Katolik            | 2     | 1      | 3    | 6     |
| 19. | Karolina Łukaszczyk         | 2     | 1      | 2    | 5     |
| 20. | Barbara Grzywocz            | 1     | 3      | 2    | 6     |
| 21. | Danuta Piecyk               | 1     | 3      | 1    | 5     |
| 22. | Elżbieta Kapusta            | 1     | 2      | 4    | 7     |
| 23. | Zuzanna Radecka-Pakaszewska | 1     | 2      | 1    | 4     |
| 24. | Renata Sosin                | 1     | 1      | 2    | 4     |
| 25. | Sylwia Kwilińska            | 1     | 1      | 1    | 3     |
| 25. | Inga Tarnawska              | 1     | 1      | 1    | 3     |
| 27. | Patrycja Wyciszkiewicz      | 1     | 0      | 3    | 4     |
| 28. | Marzena Wojdecka            | 1     | 0      | 2    | 3     |
| 29. | Anna Guzowska               | 1     | 0      | 1    | 2     |
| 30. | Anna Jesień                 | 1     | 0      | 0    | 1     |
| 30. | Joanna Nowak                | 1     | 0      | 0    | 1     |
| 30. | Irena Szewińska             | 1     | 0      | 0    | 1     |
| 33. | Stefania Cybulko            | 0     | 3      | 0    | 3     |
| 34. | Bożena Pestka               | 0     | 2      | 2    | 4     |
| 35. | Anna Kiełbasińska           | 0     | 2      | 0    | 2     |
| 35. | Izabela Kostruba-Rój        | 0     | 2      | 0    | 2     |
| 35. | Barbara Kwietniewska        | 0     | 2      | 0    | 2     |
| 35. | Marika Popowicz-Drapała     | 0     | 2      | 0    | 2     |
| 35. | Katarzyna Zakrzewska        | 0     | 2      | 0    | 2     |
| 40. | Zofia Walasek               | 0     | 1      | 2    | 3     |
| 41. | Halina Grodecka             | 0     | 1      | 1    | 2     |
| 41. | Justyna Karolkiewicz        | 0     | 1      | 1    | 2     |
| 41. | Ewa Marcinkowska            | 0     | 1      | 1    | 2     |
| 41. | Bożena Zientarska           | 0     | 1      | 1    | 2     |
| 41. | Zofia Zwolińska             | 0     | 1      | 1    | 2     |
| 46. | Grażyna Chodorek            | 0     | 1      | 0    | 1     |
| 46. | Halina Gabor                | 0     | 1      | 0    | 1     |
| 46. | Jolanta Januchta            | 0     | 1      | 0    | 1     |
| 46. | Agnieszka Karpiesiuk        | 0     | 1      | 0    | 1     |
| 46. | Aneta Lemiesz               | 0     | 1      | 0    | 1     |
| 46. | Anna Nentwig                | 0     | 1      | 0    | 1     |
| 46. | Ewa Piasek                  | 0     | 1      | 0    | 1     |
| 46. | Dorota Piekarska            | 0     | 1      | 0    | 1     |
| 46. | Zdzisława Robaszewska       | 0     | 1      | 0    | 1     |
| 46. | Danuta Sobieska             | 0     | 1      | 0    | 1     |
| 46. | Wanda Witter                | 0     | 1      | 0    | 1     |
| 46. | Wioletta Wojtasik           | 0     | 1      | 0    | 1     |
| 58. | Maria Bienia                | 0     | 0      | 2    | 2     |
| 58. | Luiza Łańcuchowska          | 0     | 0      | 2    | 2     |
| 58. | Aleksandra Pielużek         | 0     | 0      | 2    | 2     |
| 58. | Jolanta Wójcik              | 0     | 0      | 2    | 2     |
| 62. | Jadwiga Anyszkiewicz        | 0     | 0      | 1    | 1     |
| 62. | Wanda Chmielowska           | 0     | 0      | 1    | 1     |
| 62. | Izabela Czajko              | 0     | 0      | 1    | 1     |
| 62. | Martyna Dąbrowska           | 0     | 0      | 1    | 1     |
| 62. | Małgorzata Grunwald         | 0     | 0      | 1    | 1     |
| 62. | Aneta Jakóbczak             | 0     | 0      | 1    | 1     |
| 62. | Teresa Jędrak               | 0     | 0      | 1    | 1     |
| 62. | Danuta Jędrejek             | 0     | 0      | 1    | 1     |
| 62. | Beata Knapczyk              | 0     | 0      | 1    | 1     |
| 62. | Hanna Kowal                 | 0     | 0      | 1    | 1     |
| 62. | Danuta Lejman               | 0     | 0      | 1    | 1     |
| 62. | Agnieszka Leszczyńska       | 0     | 0      | 1    | 1     |
| 62. | Joanna Linkiewicz           | 0     | 0      | 1    | 1     |
| 62. | Krystyna Modrzewska         | 0     | 0      | 1    | 1     |
| 62. | Aneta Skarba                | 0     | 0      | 1    | 1     |
| 62. | Konstancja Żakowska         | 0     | 0      | 1    | 1     |

## Zmiany nazwisk
Niektóre zawodniczki w trakcie kariery lekkoatletycznej zmieniały nazwiska. Poniżej podane są najpierw nazwiska panieńskie, a następnie po mężu:
Iga Baumgart → Iga Baumbart-Witan
Czesława Dominiak → Czesława Nowak
Janina Hase → Janina Piórko
Małgorzata Hołub → Małgorzata Hołub-Kowalik
Krystyna Hryniewicka → Krystyna Kacperczyk
Stefania Jankowska → Stefania Cybulko
Celina Jesionowska → Celina Gerwin
Izabela Kostruba → Izabela Kostruba-Rój
Genowefa Nowaczyk → Genowefa Błaszak
Grażyna Oliszewska → Grażyna Baumgarten
Michalina Piwowar → Michalina Wawrzynek
Anna Pacholak → Anna Guzowska
Grażyna Prokopek → Grażyna Prokopek-Janáček
Zuzanna Radecka → Zuzanna Radecka-Pakaszewska
Elżbieta Skowrońska → Elżbieta Katolik
Danuta Sobieska → Danuta Wierzbowska
Justyna Święty → Justyna Święty-Ersetic
Zofia Walkiewicz → Zofia Walasek
Jolanta Wójcik → Jolanta Kajtoch
Patrycja Wyciszkiewicz → Patrycja Wyciszkiewicz-Zawadzka